# Muhammadabad
Muhammadabad é uma cidade e uma nagar panchayat no distrito de Mau, no estado indiano de Uttar Pradesh.

## Geografia
Muhammadabad está localizada a 25° 38′ N, 83° 45′ L. Tem uma altitude média de 61 metros (200 pés).

## Demografia
Segundo o censo de 2001, Muhammadabad tinha uma população de 21,385 habitantes. Os indivíduos do sexo masculino constituem 52% da população e os do sexo feminino 48%. Muhammadabad tem uma taxa de literacia de 61%, superior à média nacional de 59.5%: a literacia no sexo masculino é de 67% e no sexo feminino é de 53%. Em Muhammadabad, 20% da população está abaixo dos 6 anos de idade.